# Assassins (film)
Pour les articles homonymes, voir Assassin.
Pour plus de détails, voir Fiche technique et Distribution.
Assassins est un film d'action américain réalisé par Richard Donner et sorti en 1995.

## Synopsis
Robert Rath (Sylvester Stallone) est le meilleur tueur à gages de sa profession. Alors qu'il est sur le point de se retirer discrètement, un autre tueur jeune et plein de fougue nommé Miguel Bain (Antonio Banderas) tue un « client » à sa place, et décide bientôt de s'en prendre à Rath lui-même. Celui-ci s'allie à Electra (Julianne Moore), une pirate informatique, qui était une cible de Rath, afin de contrer les plans de Bain et de leur employeur commun.

## Fiche technique
Sauf indication contraire, les informations mentionnées dans cette section peuvent être confirmées par la base de données cinématographiques IMDb,  présente dans la section « Liens externes ».
- Titre original et français : Assassins
- Réalisateur : Richard Donner
- Scénario : les Wachowski et Brian Helgeland
- Musique : Mark Mancina (additionnelle : Michael Kamen, Jeff Rona, Don Harper et John Van Tongeren)
- Photographie : Vilmos Zsigmond
- Distribution des rôles : Marion Dougherty
- Montage : Lawrence Jordan et Richard Marks
- Production : Joel Silver, Bruce Evans, Raynold Gideon, Andrew Lazar et Jim Van Wyck
- Sociétés de production : Canal+, Donner/Shuler-Donner Productions, Evansgideon/Lazar et Silver Pictures
- Société de distribution : Warner Bros.
- Budget : 50 000 000 $[1]
- Pays d'origine :  États-Unis
- Langue originale : anglais
- Format : 1.85:1 - 35 mm - noir et blanc et couleur (Technicolor) - Son SDDS et Dolby Digital
- Durée : 132 minutes
- Genre : action
- Dates de sortie :
  - États-Unis : 6 octobre 1995
  - France : 1er novembre 1995

## Distribution
- Sylvester Stallone (VF : Richard Darbois ; VQ : Pierre Chagnon) : Robert Rath/Joseph Rath
- Antonio Banderas (VF : Olivier Cuvellier ; VQ : Manuel Tadros) : Miguel Bain
- Julianne Moore (VF : Stéphanie Murat ; VQ : Claudine Chatel) : Electra/Anna
- Muse Watson (VF : Patrick Messe) : Ketcham
- Kelly Rowan (VF : Barbara Delsol) : Jennifer
- Anatoly Davydov (VF : Gérard Rinaldi ; VQ : Benoît Rousseau) : Nicolai Tashlinkov
- Mark Coates : Jeremy Kyle
- Reed Diamond (VF : Mathias Kozlowski) : Bob
- Kai Wulff : Remy
- Steve Kahan : Alan Branch
- Donald Moffat (VF : Jean-Claude Sachot) : le prêtre
- Currie Graham : un policier tué
- Dave Young : erreur sur la personne
- Tim Blake Nelson : le pilote d'hélicoptère

## Production

### Genèse et développement
Le scénario est initialement développé par les Wachowski. Il est ensuite profondément remanié par Brian Helgeland. Richard Donner a rencontré le coscénariste Brian Helgeland devant les studios Warner. Le scénariste, sans emploi, y « campait » avec une pancarte sur laquelle était écrit « J'écrirai pour travailler, pour en vivre ». Il écrit plusieurs films pour le studio, dont Complots (1997), film suivant de Richard Donner. Non satisfaits des nombreuses réécritures, les Wachowski tenteront de faire retirer leurs noms du générique auprès de la Writers Guild of America, sans succès,,. Joel Silver propose la réalisation à Richard Donner, avec lequel il a collaboré sur L'Arme fatale. Auparavant, le poste de réalisateur avait été proposé à Joe Johnston, qui envisageait Arnold Schwarzenegger et Wesley Snipes dans les rôles principaux.
Alors que le rôle de Robert Rath avait été initialement écrit pour Sean Connery, Richard Donner pense à Mel Gibson, qu'il a déjà dirigé dans plusieurs de ses films. L'acteur était séduit par le script mais il était pris par le film Braveheart dont il est également réalisateur. D'autres acteurs comme Michael Douglas devaient incarner le rôle mais c'est finalement Sylvester Stallone qui l'endossera. Pour le rôle de Miguel Bain, Richard Donner avait tout d'abord pensé à Christian Slater qui l'a refusé (parallèlement il tournait Broken Arrow, avec John Travolta) et ensuite à Woody Harrelson et Tom Cruise avant de choisir finalement l'acteur espagnol Antonio Banderas.

### Tournage
Le tournage a lieu d'avril à juin 1995. Il se déroule dans l'État de Washington (Seattle, Everett), à Portland dans l'Oregon ainsi qu'à Porto Rico (notamment San Juan).

### Musique
La musique du film est initialement composée par Michael Kamen, qui avait collaboré avec le réalisateur sur la franchise L'Arme fatale. Cependant, Richard Donner trouve que sa musique est « lourde, triste et rend le film lent ». Ne voulant pas blesser et renvoyer le compositeur, il lui demande de recommencer. Michael Kamen est cependant occupé par Une journée en enfer. La production se tourne alors vers Mark Mancina, qui n'a que très peu de temps pour composer la musique du film. Deux morceaux originaux de Michael Kamen seront par ailleurs conservés.

## Accueil

### Critiques
Le film reçoit des critiques mitigées. Sur l'agrégateur américain Rotten Tomatoes, il récolte 16% d'opinions favorables pour 50 critiques et une note moyenne de 3,8⁄10.
Richard Donner avouera que le film aurait été bien meilleur s'il avait inversé les rôles entre Sylvester Stallone et Antonio Banderas.

### Box-office
| Pays ou région    | Box-office      | Date d'arrêt du box-office | Nombre de semaines |
| ----------------- | --------------- | -------------------------- | ------------------ |
| États-Unis Canada | 30 303 072 $    | 29 octobre 1994            | 4                  |
| France            | 504 354 entrées | -                          | -                  |
| Total mondial     | 83 506 268 $    | -                          | -                  |

## Distinctions
Comme seules « distinctions », le film obtient deux nominations aux cérémonies décernant les mauvais films et acteurs. Sylvester Stallone est nommé dans la catégorie du pire acteur aux 16e cérémonie des Razzie Awards 1996. Il est nommé dans la même catégorie des Stinkers Bad Movie Awards 1995.